# HMS Warrior (1860)
HMS Warrior (ang. "Wojownik") – pierwszy brytyjski okręt pancerny (fregata pancerna) zbudowany w odpowiedzi na francuski "Gloire". "Warrior" był pierwszym żelaznym okrętem pancernym oraz największym, najszybszym, najsilniej uzbrojonym i najciężej opancerzonym okrętem w chwili powstania.

## Opis konstrukcji
"Warrior" został zaprojektowany w odpowiedzi na wodowany w 1859 roku "Gloire", gdyż ówczesna brytyjska doktryna morska zakładała, że Royal Navy musi mieć najnowocześniejsze okręty na świecie i zawsze pilnie śledzono postępy w technice okrętowej oraz okręty wodowane przez inne państwa. Po wejściu do służby "Gloire" (który był opancerzony, ale miał konstrukcję drewnianą), Królewska Marynarka zamówiła u Isaaca Wattsa i Johna Russela okręt o żelaznej konstrukcji, który miał pod każdym względem przewyższać okręt francuski.
"Warrior" i powstały w tym samym czasie HMS "Black Prince" były konstrukcji całkowicie żelaznej i o mieszanym napędzie żaglowo-parowym. Przy projektowaniu tych okrętów nie zastosowano żadnych nowinek technicznych, ale po raz pierwszy połączono takie rozwiązania jak silniki parowe, żelazna konstrukcja, żelazne opancerzenie, śruby napędowe i gwintowane, ładowane odtylcowo działa. W momencie wejścia do służby okręty te były uzbrojone w dziesięć armat 110-funtowych (waga odnosi się do przybliżonej masy pocisku), dwadzieścia osiem armat 68-funtowych (ładowanych odprzodowo) oraz cztery armaty 70-funtowe. Załogę stanowiło 705 marynarzy i żołnierzy piechoty morskiej uzbrojonych w armaty polowe, muszkiety i kordelasy.
"Warrior" i "Black Prince" były eleganckimi, trzymasztowymi i dwukominowymi okrętami. Prędkość maksymalna przy żaglach wynosiła ok. 13 węzłów, a przy dodatkowym użyciu silników parowych wzrastała do 17 węzłów. Długie, smukłe kadłuby (stosunek długości do szerokości wynosił 6,5:1) dawały im znakomite właściwości manewrowe przy dużych szybkościach.

## Wycofanie ze służby
Ani "Warrior", ani "Black Prince" nie były użyte bojowo. Rozwój ówczesnej techniki okrętowej był na tyle szybki, że oba okręty zostały wycofane ze służby już w 1875 roku. "Warrior" został przekazany do Fleet Reserve, a 31 maja 1883 roku został wykreślony ze spisu Royal Navy. Sprzedano wówczas na złom armaty oraz maszty, kadłub służył jako magazyn, a w latach 1902–04 jako baza dla flotylli niszczycieli. W 1904 roku imię okrętu zostało zmienione na "Vernon III". Okręt stał się częścią szkoły torpedowej Vernon, która mieściła się na kadłubach kilku jednostek. W 1923 roku szkoła została przeniesiona do budynku na lądzie, a w roku 1924 Royal Navy przeznaczyła okręt do sprzedaży.

## Okręt-muzeum
Ponieważ nie znaleziono na "Warriora" kupców, po pięciu latach kadłub okrętu został przeholowany do Milford Haven, gdzie służył jako zbiornik oleju napędowego znany jako "Oil Fuel Hulk C77" przez następne 50 lat.
W 1968 roku specjalny komitet pod kierownictwem księcia Filipa ustanowił nową organizację pod nazwą Maritime Trust, której zadaniem było zachowanie dla przyszłych pokoleń znaczących i historycznych okrętów Royal Navy. Pierwszym okrętem ocalonym przez Maritime Trust był właśnie "Warrior", prace nad jego restauracją rozpoczęły się w 1979 roku i zakończyły się w roku 1987. Odnowiony okręt otrzymał nową nazwą "HMS Warrior (1860)" w celu uniknięcia pomyłki (1860 odnosi się do roku wodowania okrętu) z HMS "Warrior" – kwaterą wojsk brytyjskich (lądowe bazy Royal Navy także otrzymują oznaczenia "HMS").
Okręt-muzeum eksponowany jest w Portsmouth.